# Regina "Queen" Saraiva
Regina Aparecida "Queen" Saraiva (Sorocaba, 1 de setembro de 1968)  também conhecida como Regina, Queen Regina, ou Jean Jane, é uma dançarina, atriz e cantora brasileira de eurodance,  que se destacou com diversas canções, especialmente na Europa, entre 1997 a 2003. Atualmente mora em Milão, Itália, onde faz parte do coral gospel do programa Markette de Piero Chiambretti, que é transmitido pelo canal La7. Regina também foi membro da banda de brasileira Forbidden Fruit entre 1989 a 1995. Dentre suas canções de sucesso está o single "Day by Day" que alcançou ao 11º lugar na parada Hot Music/Club Play da Billboard Magazine em 1997 e a 3º posição na Itália.

## Discografia

### Singles
- "You Got Me Now" (as F.M. presents Jean Jane) (1994)
- "Take Me Up" (como Jean Jane) (1994)
- "Party Town" (como Jean Jane) (1994)
- "Killing Me Softly" (1996)
- "Day by Day" (1997)
- "Stranger in Paradise" (com Xpone, anunciada como "Queen Regina") (1997)
- What Can You Do (1998)
- "You and Me" (2000)
- "You Don't Fool Me" (2001)
- "Secret Mission" (2000)
- "I'm Back" (2002)
- "Up / You and I" (2007)
- "Time Shine" (Feat Musta y Capasso) (2011)
- "Imaginaçao" (2013)
- "The Girl From Impana" (2014)
- "Ibiza Vibe" (2016)

Nota: A Billboard credita incorretamente "Day By Day" a cantora americana Regina Richards, que já era aposentada na época dessa gravação.

### Album
- Situations (1998)